# Ancistrogera particularis
Ancistrogera particularis är en insektsart som beskrevs av Brunner von Wattenwyl 1898. Ancistrogera particularis ingår i släktet Ancistrogera och familjen Gryllacrididae. Inga underarter finns listade i Catalogue of Life.